# Kościół św. Jana Sarkandra w Częstochowie
Kościół św. Jana Sarkandra w Częstochowie – kościół parafialny pod wezwaniem Jana Sarkandra w Częstochowie w dzielnicy Gnaszyn-Kawodrza, w części Kawodrza Dolna. Kościół jest świątynią parafialną rzymskokatolickiej parafii pod tym samym wezwaniem.

## Historia
19 października 1997 r. ks. abp Stanisław Nowak poświęcił tymczasową kaplicę oraz przyszły plac budowy świątyni. Kościół według projektu mgr inż. Ziemowita Domagały wybudowano w latach 2002–2007. 30 maja 2004 ks. abp Stanisław Nowak odprawił pierwszą Mszę św. w wybudowanej w stanie surowym świątyni. On też dokonał konsekracji świątyni 1 maja 2007 W 2011 r. zakończono prace przy elewacji zewnętrznej kościoła wykonanej z cegły klinkierowej.

## Wnętrze kościoła
Kościół wybudowano w układzie jednonawowym w stylu współczesnym. W głównej nawie kościoła tuż nad tabernakulum umieszczono polichromię składającą się na wizerunek Jezusa Miłosiernego umieszczonego w centralnym punkcie dzieła, nieco z prawej znajduje się wizerunek św. Jana Sarkandra, patrona parafii, natomiast z lewej wizerunek św. Jana Pawła II.
Na ścianach bocznych kościoła umieszczono polichromie ze stacjami drogi krzyżowej. Charakterystyczną cechą tych zdobień jest dosyć ostra kreska wprowadzająca u odbiorcy wrażenie dynamizmu postaci